# Eptesicus nilssonii
Il serotino di Nilsson (Eptesicus nilssonii  Keyserling & Blasius, 1839) è un pipistrello della famiglia dei Vespertilionidi diffuso nell'Ecozona paleartica.

## Descrizione

### Dimensioni
Pipistrello di piccole dimensioni, con la lunghezza della testa e del corpo tra 54 e 64 mm, la lunghezza dell'avambraccio tra 37 e 44 mm, la lunghezza della coda tra 35 e 50 mm, la lunghezza del piede tra 10 e 12 mm, la lunghezza delle orecchie tra 13 e 18 mm e un peso fino a 12 g.

### Aspetto
La pelliccia è lunga, soffice, densa e lucida. Le parti dorsali variano dal marrone scuro al nerastro, cosparse di peli con la punta dorata, mentre le parti ventrali sono bruno-giallastre. Il muso è largo, dovuto alla presenza di due masse ghiandolari sui lati, le narici sono prominenti. Le orecchie sono corte, arrotondate e carnose, con 5 pliche cutanee sulla superficie interna. Il trago è corto, arrotondato e curvato in avanti. Le membrane alari sono nerastre, lunghe, larghe, con l'estremità arrotondata e attaccate posteriormente alla base delle dita dei piedi. La punta della lunga coda si estende leggermente oltre l'ampio uropatagio. Il calcar è lungo e con una carenatura stretta ma ben sviluppata. Il cariotipo è 2n=50 FNa=48.

### Ecolocazione
Emette ultrasuoni a basso ciclo di lavoro sotto forma di impulsi di durata intermedia a frequenza modulata a circa 30–40 kHz.

## Biologia

### Comportamento
In inverno, da novembre fino ad aprile, entra in ibernazione solitariamente o in piccoli gruppi di 2-4 individui all'interno di edifici, cantine e talvolta in grotte e miniere. Solitamente la temperatura ambientale è di 0-2 °C, occasionalmente fino a -5 °C. Durante l'estate le femmine formano vivai di 10-80 adulti all'interno di case ed edifici, tra le fessure e le crepe nei muri, mentre i maschi vivono solitariamente talvolta nelle cavità degli alberi e tra il denso fogliame. Le colonie cambiano ricoveri durante la stessa stagione e lo stesso gruppo può occupare diversi edifici adiacenti oppure più luoghi nello stesso fabbricato. L'attività predatoria avviene, particolarmente nelle regioni più settentrionali dove la notte estiva è più breve, anche alla luce del giorno. È una specie sedentaria, tuttavia sono stati osservati spostamenti fino a 445 km.

### Alimentazione
Si nutre di insetti, particolarmente falene, chironomidi, tipule e piccoli coleotteri catturati in volo nelle fattorie, margini forestali, giardini e parchi alberati, sopra specchi d'acqua o intorno ai lampioni.

### Riproduzione
Danno alla luce uno o due piccoli alla volta da metà giugno a metà luglio. I primi voli vengono effettuati a 2-3 settimane di vita. L'aspettativa di vita è di circa 15,5 anni. 

## Distribuzione e habitat
Questa specie è diffusa nell'Ecozona paleartica dalla Francia orientale attraverso tutta l'Europa centrale e orientale, tutta la penisola scandinava fino al Circolo polare artico, la Russia europea e la Siberia centrale ed orientale fino al Giappone. Una popolazione isolata è presente nel Caucaso mentre sono state riportate osservazioni sporadiche nei Balcani. In Italia è stato registrato soltanto nelle zone alpine del Trentino-Alto Adige e della Lombardia.
Vive in diversi tipi di habitat, dalle zone desertiche alla taiga e boschi di conifere fino a 2.300 metri di altitudine.

## Tassonomia
Sono state riconosciute 2 sottospecie:
- E.n.nilssonii: Francia orientale, Svizzera, Italia settentrionale, Austria, Germania centrale e meridionale, Polonia, Repubblica Ceca, Slovacchia; Ungheria, Slovenia e Ucraina settentrionali, Bielorussia, Lituania, Lettonia, Estonia, Norvegia, Svezia, Finlandia, Russia europea fino alla regione del Lago Bajkal, Kazakistan settentrionale, Mongolia occidentale e settentrionale;
- E.n.parvus (Kishida, 1932): province cinesi della Mongolia interna, Heilongjiang, Jilin e Shandong, Penisola coreana, estrema parte orientale della Siberia, Sachalin, Penisola della Kamčatka meridionale, Iturup e Kunashir nelle Isole Curili, isole giapponesi di Hokkaidō, Rebun e Rishiri.

## Conservazione
La IUCN Red List, considerato il vasto areale e l'abbondanza, classifica E.nilssonii come specie a rischio minimo (Least Concern)).